# Tom Soladay
Thomas "Tom" Soladay, né le 20 août 1983 à Bethesda, est un coureur cycliste américain, professionnel entre 2008 et 2017.

## Biographie
Il met un terme à sa carrière de coureur à l'issue de la saison 2017. Il devient directeur de la communication de l'équipe Rally.

## Palmarès
- 2005
  - Jason Gundel Classic
- 2009
  - Historic Roswell Criterium
  - Beaufort Memorial Classic[2]
- 2011
  - 9e et 16e étapes de l'International Cycling Classic
- 2014
  - Kelly Cup

## Classements mondiaux
| Année            | 2013 | 2014 | 2015 | 2016 | 2017 |
| ---------------- | ---- | ---- | ---- | ---- | ---- |
| UCI America Tour | 238e | 318e |      | 288e | 398e |